# 哈达站
哈达站是位于内蒙古自治区根河市哈达村的一个铁路车站，邮政编码22356。车站建于1956年，有牙林铁路经过该站，现仅办理客运，不办理货运业务。车站距离牙克石247公里，隶属哈尔滨铁路局，是五等站。